# Castillo de Denzlingen
Castillo de Denzlingen o Castillo de Maurach es la denominación con la que se conoce a un castillo posiblemente desaparecido que pudo existir en la ladera oriental del Mauracher Berg (Monte de Maurach) al norte de Denzlingen, en el estado de Baden-Wurtemberg, Alemania.